# Борис Георгиев (художник)
Вижте пояснителната страница за други личности с името Борис Георгиев.
Борис Харалампиев Георгиев е български художник толстоист и пътешественик – из страни като Индия, Бразилия, Италия и др.

## Биография
Роден е на 1 ноември 1888 г. във Варна. През 1902 г. семейството му заминава за Русия, където бащата работи като шивач. От 1905 до 1909 г. следва живопис в Санкт Петербург в Художественото училище към Дружеството за поощряване на изкуството, ръководено от известния руски художник Николай Рьорих. През 1909 г. изучава живопис в Академията за изящни изкуства в Мюнхен, Германия, под ръководството на майсторите Анжело Як и Петер фон Холм.
След завършване на образованието си тръгва да пътува – обикаля из Италия, Франция, Швейцария, Белгия, Холандия, Норвегия, Финландия, Гърция, Испания, Мароко. Завръща се в Италия и избира да живее в Италианските Алпи (1914 – 1917) заедно със сестра си Катя, която го съпровожда и при пътуванията му. „В градовете не бих могъл да творя. В планината човек чувства по-ясно възвишеното, което живее в глъбините на душата му“, споделя Борис Георгиев.
В Италия създава някои от най-великолепните си шедьоври. Негова спътница в пътуванията му по света е сестра му Катерина. В 1917 тя умира млада и той тежко преживява загубата. Рисува я на платната си често като ефирна сянка или силует.
През 1922 г. се завръща в България, където се среща с Петър Дънов. Портретът, който той прави на Учителя, е запазен.
През 1923 г. прави първата си самостоятелна изложба във Варна, в сградата на тогавашната Девическа гимназия, понастоящем Археологически музей. Участва в множество международни изложби във Венеция през периода 1928 – 1942 г. Отново се установява в Италия, за да продължи успешната си работа и по-нататъшни изяви в сферата на изкуството.
При посещение в Берлин през 1928 г. Георгиев се среща с великия учен Алберт Айнщайн и между тях възниква приятелство. По-късно в галерията „Шулте“ в Берлин е организирана изложба на Георгиев със съдействието на Айнщайн. Георгиев прави портрет на известния учен и му го подарява лично, от който Айнщайн е възхитен.
През 1931 г. заминава за Индия, където се запознава със световноизвестни личности като Махатма Ганди, Рабиндранат Тагор, от когото е поканен лично, Джавахарлал Неру, принцеса Нилуфар, Пандит Малавия, Дурре Шевар и др. Пътешества из Хималаите, където се среща със своя духовен учител Николай Рьорих. Там създава поредица пейзажи, потрети и фигурни композиции, вдъхновени от индуските легенди и мистицизма на културно-религиозното богатство на Индия.
През 1936 г. се завръща в България. Отново посещение в Рим, последвано от пътуване до Бразилия (1952), където прекарва 4 години от живота си и е високо оценен като художник. През 1956 г. Георгиев се завръща в Италия и остава там до края на дните си.
За да подчертае, че е от Варна, Борис Георгиев подписва платната си Boris Georgiev di Varna. Дори когато умира през 1962 г. в Рим, на надгробната му плоча е поставен този надпис. Дълго време художникът е забравен в България. През 1990 г. по предложение на Костадин Чобанов, с решение на Общинския съвет на Варна Художествената галерия е именувана на Борис Георгиев. На входа е поставена голяма месингова скулптура на художника, изработена от варненския скулптор Кирил Янев.
Носител е на голямата награда „Короната на Италия“ за цялостното си творчество (1937).

## Творчество
Най-прочути картини
- „Ave natura“ (1914 г.),
- „Зима“,
- „Странникът и неговата сестра“ (1918 г.),
- „Семейство“,
- „Селла ди сан Джиролано (1924 г.),
- „Троен потрет“,
- „O donna, Sante Madre mia“,
- „Не убивай“ (1935 г.).

Портрети
- Петър Дънов (1922 г.),
- Теодор Траянов (2 варианта, 1922 г.),
- Мара Белчева,
- Рабиндранат Тагор (3 варианта, 1926 г.),
- Чичо Стоян (Стоян Попов, 1928 г.),
- Роза Попова,
- Людмил Стоянов,
- „Земетръс“ (портрет на Владимир Димитров – Майстора, 1928 г.),
- Алберт Айнщайн (1928 г.),
- Джовани Папини
- Махатма Ганди (1935 г.),
- Кастур бай Ганди (съпругата на Махатма Ганди, 1935 г.),
- Джавахарлал Неру,
- Амрид Каур Синг,
- „Очите на индуската жена“.

Индийски цикъл
- „Скръбта на Индия“,
- „Индуски храм“,
- „Лунна симфония на Хималаите“ и др.